# مستقيمات السباحة
مستقيمات السباحة (بالإنجليزية: Orthonectida)‏ (من اليونانية: orthós (أورتوس) = مستقيم + nectós (نيكتوس) = السباحة) هي شعبة صغيرة من الطفيليات البحرية اللافقارية غير المعروفة بالقدر الكافي.